# Польща на літніх Олімпійських іграх 2012
Польща на літніх Олімпійських іграх 2012 була представлена 218 спортсменами в 22 видах спорту.

## Нагороди
| Медаль | Спортсмен                          | Вид спорту                       | Дисципліна                                 | Дата   |
| ------ | ---------------------------------- | -------------------------------- | ------------------------------------------ | ------ |
| Золото | Томаш Маєвський                    | Легка атлетика                   | Чоловіки, штовхання ядра                   | 3 Сер  |
| Золото | Адріан Зелінський                  | Важка атлетика                   | Чоловіки, до 85 кг                         | 3 Сер  |
| Срібло | Сильвія Богацька                   | Стрільба                         | Жінки, пневматична гвинтівка, 10 м         | 30 Лип |
| Срібло | Аніта Влодарчик                    | Легка атлетика                   | Жінки, метання молота                      | 10 Сер |
| Бронза | Магдалена Фулярчик Юлія Міхальська | Академічне веслування            | Жінки, парні двійки                        | 3 Сер  |
| Бронза | Бартоломей Бонк                    | Важка атлетика                   | Чоловіки, до 105 кг                        | 6 Сер  |
| Бронза | Дам'ян Яніковський                 | Боротьба                         | Чоловіки, греко-римська боротьба, до 84 кг | 6 Сер  |
| Бронза | Пшемислав М'ярчинський             | Вітрильний спорт                 | Чоловіки, клас «RS:X» (віндсерфинг)        | 7 Сер  |
| Бронза | Зофія Клепацька                    | Вітрильний спорт                 | Жінки, клас «RS:X» (віндсерфинг)           | 7 Сер  |
| Бронза | Беата Міколайчик Кароліна Ная      | Веслування на байдарках та каное | Жінки, байдарки-двійки, 500 м              | 9 Сер  |